# Шевчик, Юлиус
Юлиус Шевчик (чеш. Julius Ševčík; 28 октября 1978, Прага, ЧССР) — чешский
режиссёр, сценарист, продюсер.

## Биография
Учился режиссуре в Нью-Йоркской киноакадемии (NYFA). Тогда же обратил на себя внимание своим четырехминутным чёрно-белым фильмом «Спираль» (Spiral, 1997).
С 1999 по 2005 год работал режиссёром рекламных роликов и короткометражных фильмов. Позже, получил высшее образование в области актёрского мастерства на Факультете кино и телевидения Академии музыкальных искусств в Праге.
Снял несколько художественных фильмов. Его кинолента «51 килогерц» (2003) получила награды на ряде зарубежных фестивалей (Рим, Рио-де-Жанейро, Клермон-Ферран и др.). Участник конкурса «Перспективы» на Московском международном кинофестивале 2006 года.
В 2008 году работал в журнале телеканала Nova Cinema, специализирующемся на чешском кинопроизводстве и кинофестивалях в Чехии.
В 2017 году получил 12 премий Чешский лев, включая награды за лучшую режиссуру и лучший фильм, а также 6 премий Sun in the Net за фильм «Масарик», премьера которых состоялась на Берлинале.
Ныне своё личное и профессиональное время делит между Чехией и Лос-Анджелесом (США).

## Фильмография
- Утренний кофе (2000)
- Автомойка (дипломная работа, 2000)
- Presso (короткометражный, 2001)
- 51 килогерц (короткометражный, 2003)
- Рестарт (Перезагрузка) (сценарист, 2005)
- Нормальный (сценарист, 2009)
- Масарик (сценарист, продюсер, 2016)
- Стеклянная комната (2019)
- Ключи от улицы (сериал, 2019)

## Награды
- Премия Шанхайского кинофестиваля 2009 года за нуарный триллер «Нормальный».
- Премия Чешский лев за лучший фильм («Масарик», 2016)
- Премия Чешский лев за лучшую режиссуру («Масарик», 2016)
- Премия Чешский лев за лучший сценарий («Масарик», 2016)